# Grüner Papageibuntbarsch
Der Grüne Papageibuntbarsch (Hoplarchus psittacus) ist eine große Buntbarschart, die im nördlichen Südamerika in den Nebenflüssen des oberen Orinoko und im nördlichen Amazonasbecken vor allem in der Grenzregion von Kolumbien, Venezuela und Brasilien und südwestlich davon zwischen Rio Negro und Rio Trombetas vorkommt. 

## Merkmale
Der Grüne Papageibuntbarsch wird 33 bis 40 Zentimeter lang, die Weibchen bleiben kleiner als die Männchen. Der Körper ist oval und seitlich abgeflacht. Der Kopf ist abgerundet und erinnert in seiner Form an einen Papageienschnabel. Die Augen sind groß, das endständige Maul sitzt tief. Die Grundfärbung ist graugrün. Je nach Fundort zeigt sich ein mehr oder weniger deutlich ausgeprägter grüner oder blauer metallischer Glanz auf den Körperseiten. Sie zeigen außerdem sechs breite und dunkle Querbänder und auch eine Längsreihe aus einzelnen dunklen Punkten, die manchmal durch einen schmalen Längsstreifen verbunden werden, kann zu sehen sein, alternativ bildet sich eine großflächige Marmorierung. Das schwärzliche Zeichnungsmuster ändert sich je nach Stimmung. Auf dem Schwanzstiel, unmittelbar über der zweiten Seitenlinie, ist ständig ein dunkler Fleck zu sehen. Je ein weiterer Fleck befindet sich am Hinterrand der Augen und am oberen Ende der Kiemenspalte. Bei ausgewachsenen Fischen kann die Kehle eine deutliche rote Farbe annehmen, bei jüngeren Exemplaren ist sie gelblich. Beide Geschlechter sehen gleich aus, von der maximalen Größe abgesehen ist ein Geschlechtsdimorphismus also nicht vorhanden.

## Lebensweise
Der Grüne Papageibuntbarsch ist ein Bewohner von Schwarzwasserflüssen aber auch von Seen und Sümpfen mit entsprechenden Wasserwerten. Er ernährt sich von kleinen Fischen, Krebstieren und wasserbewohnenden Insekten. Wie alle verwandten Buntbarsche sind Hoplarchus psittacus wahrscheinlich Substratlaicher und legen ihre Eier auf einem harten Grund in selbst gegrabenen großen Gruben.

## Systematik
Die Buntbarschart wurde 1840 durch den österreichischen Zoologen und Ichthyologen Johann Jakob Heckel als Heros psittacus beschrieben und 1860 durch den deutschen Zoologen Johann Jakob Kaup in die neu eingeführte Gattung Hoplarchus überstellt, die seitdem monotypisch geblieben ist. Der Gattungsname Hoplarchus bezieht sich auf die fünf kräftigen Stachelstrahlen der Afterflosse, die unmittelbar hinter dem Anus beginnt (Gr.: „hoplon“ = Waffe + Greek, „archos“ = Anus). Das Art-Epitheton psittacus macht auf die einheimische Bezeichnung „Acara paragua“ aufmerksam, die Papageienbuntbarsch bedeutet und sich auf die Färbung beziehen soll. Innerhalb der Tribus Heroini ist sie wahrscheinlich am nächsten mit der Gattung Hypselecara verwandt.